# Günter Eichberg
Günter Eichberg (* 6. Mai 1946 in Gütersloh; † 22. Juli 2018 ebenda) war ein deutscher Unternehmensberater, Fußball-Funktionär und Klinikbesitzer. Vom 16. Januar 1989 bis zum 17. Oktober 1993 war er Präsident des FC Schalke 04.

## Leben

### Ausbildung und frühe Berufsjahre
Günter Eichberg ließ sich in seiner Heimatstadt zum Sozialversicherungsfachangestellten ausbilden. 1965 übernahm er als 19-Jähriger die Leitung der Betriebskrankenkasse des Gütersloher Textilunternehmens Güth & Wolf. Kurz darauf begann er, als Unternehmensberater weitere Krankenkassen zu optimieren. Parallel schloss er ein Studium an der Verwaltungs- und Wirtschaftsakademie in Münster mit der zweiten Verwaltungsprüfung und dem Sozialdiplom ab.
Anfang der achtziger Jahre wirkte Eichberg als Kurdirektor des Luft- und Kneippkurortes Olsberg im Hochsauerland. 1982 übernahm er die zuvor wenig ausgelastete Mosel-Eifel-Klinik in Bad Bertrich nahe der Mosel und baute sie zu einer Fachklinik für Venenerkrankungen aus. In der Folgezeit erwarb er weitere Kliniken, unter anderem die renommierte Klinik im Park in Hilden sowie Häuser in Bad Gandersheim, Bad Oeynhausen, auf Juist und in der Schweiz.

### Präsident des FC Schalke 04
Der vor allem durch seine Kliniken wohlhabend gewordene und in Düsseldorf wohnende Eichberg engagierte sich kurzzeitig beim Fußballklub Fortuna Düsseldorf, dem er aus seinem Privatvermögen die Transfersumme für zwei Amateurspieler bezahlte. Am 16. Januar 1989 wurde er auf einer außerordentlichen Mitgliederversammlung zum Präsidenten des Gelsenkirchener Traditionsvereins FC Schalke 04 gewählt, der zu dieser Zeit in der Zweiten Fußball-Bundesliga spielte. Bei drei Gegenkandidaten erhielt er über 83 Prozent der Mitgliederstimmen. Als eine seiner ersten Amtshandlungen gründete er die Schalke 04 Marketing GmbH, deren einziger Gesellschafter er selbst war. Die wirtschaftlich vom Verein unabhängige GmbH unterlag keinerlei Auflagen von Seiten des Deutschen Fußball-Bundes. Auf diese Weise gelang es Eichberg, Spieler für den ökonomisch angeschlagenen Verein zu verpflichten, so etwa Günter Schlipper. Die Verträge von Schlüsselspielern wie Ingo Anderbrügge, Bjarne Goldbæk oder Jürgen Luginger verlängerte er. Als Schalke 04 am 26. Spieltag seiner ersten Saison auf dem vorletzten Platz stand und in die Amateurklasse abzusteigen drohte, entließ Eichberg den glücklosen Trainer Diethelm Ferner. Als Nachfolger verpflichtete er den aus dem Ruhrgebiet stammenden Peter Neururer von Alemannia Aachen. Mit dem neuen Trainer konnte der Abstieg aus der zweiten Liga abgewendet werden.
In seiner zweiten Saison (1989/90) nahm Eichberg neben Matthias Herget und Peter Sendscheid mit dem offensiven Mittelfeldspieler Alexander „Sascha“ Borodjuk den ersten Russen im deutschen Profifußball unter Vertrag. Die neue Mannschaft erreichte den fünften Platz in der zweiten Liga. Gleichzeitig gelang es Eichberg und dem neuen Vorsitzenden der Marketing GmbH, Heribert Bruchhagen, durch eine fanfreundliche Gestaltung der Kartenpreise den Zuschauerschnitt und die Mitgliederzahl zu verdreifachen. Neue Sponsoren linderten die Finanznot im Klub. Aufgrund seines extrovertierten Lebensstils und einer mitunter hemdsärmeligen Amtsführung bezeichnete ihn die Presse allmählich als „Sonnenkönig von Schalke“.
Höhepunkt der Ära Eichberg beim FC Schalke 04 war der Wiederaufstieg des Vereins in die Fußball-Bundesliga nach der Saison 1990/91. Ein 2:1-Heimsieg gegen Fortuna Köln brachte die Meisterschaft bereits drei Spieltage vor Saisonschluss unter Dach und Fach. Den bei den Fans beliebten Trainer Peter Neururer hatte Eichberg zu diesem Zeitpunkt allerdings bereits entlassen, da er sich darüber ärgerte, dass Neururer, der einen Trainervertrag sowohl für die zweite als auch für die erste Liga forderte, über die Presse Druck auf ihn ausübte. Neuer Trainer bei Schalke wurde Aleksandar Ristić. Nach dem Aufstieg in die erste Liga holte Eichberg zunächst Günter Netzer als Manager sowie für hohe Ablösesummen Radmilo Mihajlović und Bent Christensen Arensøe nach Gelsenkirchen. Beide Spieler blieben jedoch weit hinter den Erwartungen zurück. Eichberg ersetzte zu Beginn der Saison 1992/93 den Trainer Aleksandar Ristić durch Udo Lattek, der trotz längerer Vertragslaufzeit nur eine halbe Saison auf der Trainerbank Platz nahm und zur Winterpause zurücktrat. Eichberg hatte Pläne, den Erfolg des FC Schalke 04 langfristig zu sichern. So verpflichtete er nacheinander Holger Osieck, Eduard Geyer und den sehr erfolgreichen Bodo Menze als Jugendmanager des Klubs. Zu seinen Konzepten zählten ferner eine Reha-Klinik im Parkstadion und eine neue Spielstätte mit verschließbarem Dach. Rudi Assauer, den Eichberg nach kurzen Amtszeiten von Günter Netzer und Helmut Kremers als Manager nach Schalke zurückgeholt hatte, setzte diese Ideen später in die Tat um.

### Veröffentlichungen desSpiegel
Nachdem 1993 ein Verkauf seiner Kliniken gescheitert war, spekulierten einige Zeitungen über Liquiditätsprobleme Eichbergs. Die WestLB und andere Banken verlangten daraufhin von ihm, dass er einige seiner Häuser veräußere. Mit den erzielten Summen sollten langfristige Kredite abgelöst werden. Außerdem forderten die Institute ihn zum Rückzug aus der Öffentlichkeit auf. Am 17. Oktober 1993 erklärte Eichberg – für viele völlig überraschend – seinen Rücktritt als Präsident des FC Schalke 04. Er verließ Deutschland in Richtung Florida, wo er bereits im Dezember 1992 zum dritten Mal geheiratet hatte. Am 25. Oktober 1993 erschien unter dem Titel Im Rausch der Kohle ein umfangreicher Artikel über Eichberg im Magazin Der Spiegel, in dem die Autoren dem „Scharlatan“ und „Felix Krull aus Gütersloh“ vorwarfen, den FC Schalke 04 mit Bestechung, Finanztricks und Millionenkrediten in den Ruin getrieben zu haben. Sowohl der Verein als auch Eichberg selbst wehrten sich gegen diese Anschuldigungen.
Dennoch beharrte der Spiegel in weiteren Reportagen darauf, dass Eichberg unseriös und außerdem überschuldet sei. Im November 1993 verbot das Landgericht Hamburg dem Spiegel unter Androhung von Ordnungshaft und Ordnungsstrafe, bestimmte Behauptungen aus dem ersten Artikel zu wiederholen. Untersagt wurde unter anderem die Formulierung, dass Schalke „16 Millionen Mark Schulden“ habe und kurzfristig „2,1 Millionen Mark Kreditzahlungen“ anstünden. Nach einer Entscheidung des Hanseatischen Oberlandesgerichtes wurde dem Spiegel außerdem auferlegt, eine Gegendarstellung abzudrucken.
Am 7. Februar 1994 wurde Bernd Tönnies zum neuen Präsidenten des FC Schalke 04 gewählt. In einem seiner ersten Interviews („Ich empfinde eine tiefe Verachtung für alle Eichbergs dieser Welt“) wiederholte er einige der Vorwürfe des Spiegel gegen Eichberg und erwartete eine Rückzahlung seines Vorgängers von einer Million Mark zu jedem Heimspiel, insgesamt also 17 Millionen Mark. Diese Summe, obwohl nicht weiter belegt, machte in der Öffentlichkeit die Runde. Die Reputation Eichbergs verschlechterte sich zusehends; das Umfeld des FC Schalke 04 begann, ihn kritisch zu sehen. Als er 1997 zum Finale des UEFA-Pokals nach Mailand anreiste, um den FC Schalke 04 zu unterstützen, wurde er vor dem Abschlusstraining von aufgebrachten und angetrunkenen Fans des Vereins attackiert. Eichberg selbst behauptete noch mehrere Jahre nach seinem Rücktritt als Präsident des FC Schalke 04, im Laufe seiner Amtszeit „einen zweistelligen Millionenbetrag privat investiert“ zu haben.

### Weitere Karriere
Von Ende 1993 bis zur Jahrtausendwende lebte Günter Eichberg in Palm Beach, Florida, wo mehrere Geschäftsideen ohne Erfolg blieben. Unter anderem entwickelte er zusammen mit einem Mediziner aus Texas ein Medikament gegen Diabetes, das von den zuständigen US-Behörden jedoch nicht zugelassen wurde. Nach seiner Rückkehr nach Deutschland war er wieder als Unternehmensberater für Kliniken und Krankenkassen tätig.
Zwischen 2004 und 2009 bekleidete Eichberg das Ehrenamt des Ortsbürgermeisters von Bad Bertrich. Er war damit an den Ort zurückgekehrt, in dem er seine erste Klinik betrieben hatte. Dank seiner Initiative logierte die Schweizer Fußballnationalmannschaft während der Fußball-Weltmeisterschaft 2006 im Staatsbad an der Mosel. Er setzte außerdem mehrere Infrastrukturmaßnahmen durch und schob den Bau eines neuen Thermalbades an.

## Trivia
Die Bild-Zeitung behauptete 1990, dass Eichberg, der zur Beerdigung des legendären Schalker Spielers Ernst Kuzorra nicht rechtzeitig hatte eintreffen können, unbedingt auf dem offiziellen Foto der Beisetzung zu sehen sein wollte. Deswegen seien der Trauerzug und die Kranzniederlegung ein zweites Mal durchgeführt worden. Eichberg selbst erklärte später, dass er von der Presse lediglich zu einem nachgeholten Foto, zusammen mit dem Gelsenkirchener Oberbürgermeister und dem Schalke-Vizepräsidenten, an Kuzorras frischem Grab überredet worden sei. Darüber hinaus habe es keine weiteren Aktionen gegeben.